# Alfred Lichtenstein (écrivain)
Pour les articles homonymes, voir Lichtenstein.
Alfred Lichtenstein, né le 23 août 1889 à Wilmersdorf, quartier de Berlin, et mort le 25 septembre 1914 à Vermandovillers (France), est un écrivain expressionniste allemand.

## Biographie
Alfred Lichtenstein est l'aîné des quatre enfants de David Lichtenstein, industriel du textile, et Franziska Lichtenstein, née Merzbach. Après son Abitur en 1909, il étudie le droit à Berlin puis à l'Université Friedrich-Alexander d'Erlangen-Nuremberg.
En 1910, il commence à publier des poèmes d'abord dans Der Sturm puis Die Aktion où il se rend célèbre avec le poème Punkt (Point) en janvier 1914. En 1913, il publie un recueil, Die Dämmerung (Le crépuscule), avec le poème Die Stadt (La ville) ; il obtient la même année un doctorat en droit à Erlangen.
En octobre 1913, il est volontaire pour un an dans le second régiment d'infanterie de Bavière basé à Munich. Il participe à la Première Guerre mondiale dès son ouverture en août 1914. Il exprime en poèmes son désespoir de l'expérience de la guerre et de sa prémonition de la mort. Dans sa dernière composition, il écrit : Peut-être suis-je mort dans treize jours. Il meurt sur le front de l'Ouest.
Il est inhumé dans le cimetière militaire allemand de Vermandovillers (Somme).

## Œuvre
Alfred Lichtenstein écrit de la poésie et de la prose fortement grotesque. Dans sa prose, il se moque de certaines de ses connaissances, et aussi de lui-même dans le style d'Alfred Jarry. Il crée des personnages fantaisistes qui s'inspirent de ses amis Georg Heym, Gottfried Benn et Jakob van Hoddis. Il se représente à travers Kuno Kohn.
"La seule consolation est : être triste. Quand la tristesse dégénère en désespoir, on devrait devenir grotesque. On devrait vivre toujours histoire de plaisanter. Doit-on essayer de voir, avec ses connaissances, que l'existence consiste rien qu'en des plaisanteries brutales, à en mourir".
- Dichtungen. Gesamtausgabe. Herausgegeben von Klaus Kanzog und Hartmut Vollmer. (Arche Editionen des Expressionismus. Herausgegeben von Paul Raabe) Enthält die Gesammelten Gedichte und die Gesammelte Prosa sowie unveröffentlichte Gedichte aus dem Nachlass. Mit Bibliographie und einem längeren Essay über Lichtenstein von Hartmut Vollmer sowie Abbildungen. Arche, Zürich 1989  (ISBN 3-7160-2089-3)
- "Ich hebe meine Augen in die Welt" – Groteske Gedichte und ein Prosatext von Alfred Lichtenstein, Hörbuch mit Barbara Wittmann und Detlef Bierstedt mit Musik von und mit Aki Takase und Michael Griener, hoerbuchedition words & music, 2007,  (ISBN 978-3-9811778-2-4)
- Die Fahrt nach der Irrenanstalt. Eine Auswahl an Gedichten. hochroth Verlag, Berlin 2008,  (ISBN 978-3-9812619-0-5)

## Source
- (de) Cet article est partiellement ou en totalité issu de l’article de Wikipédia en allemand intitulé « Alfred Lichtenstein » (voir la liste des auteurs).